# 벨벳 스카이
벨벳 스카이(영어: Velvet Sky)은 남아프리카공화국의 저비용 항공사로 총 4개 노선을 취항하고 있다. 본사는 남아프리카공화국 더반에 위치해 있으며 2009년에 설립했다. 또한 사용하고 있는 허브 공항으로 킹 샤카 국제공항이 있다.

## 보유 기종
- 2012년 4월 기준으로 벨벳 스카이는 다음과 같은 기종을 보유하고 있다.[3][4][5]

## 운항 노선
- 2012년 4월 현재 벨벳 스카이는 다음과 같은 노선을 운항하고 있다.

### 아프리카
- 남아프리카공화국
  - 더반 - 킹 샤카 국제공항 허브
  - 케이프타운 - 케이프타운 국제공항
  - 요하네스버그 - OR 탐보 국제공항
  - 포트엘리자베스 - 포트엘리자베스 공항

## 사진

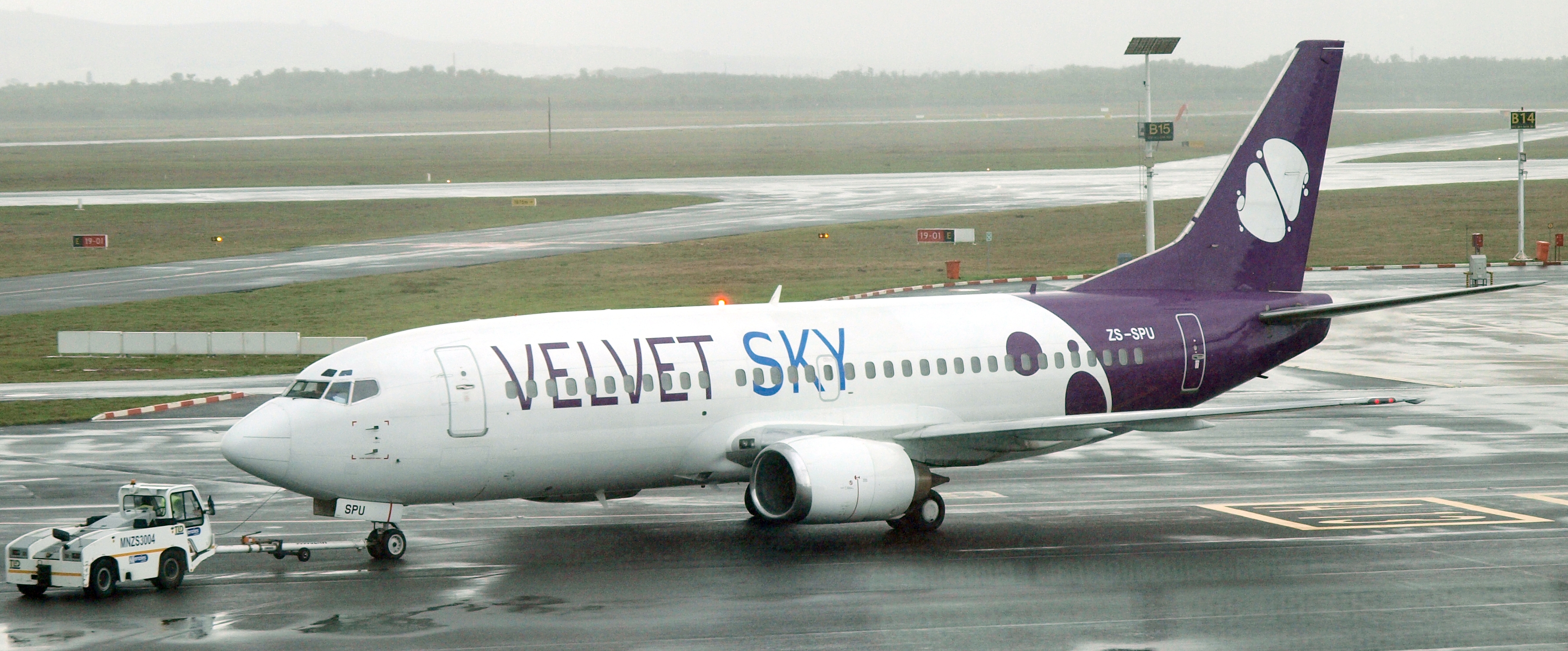
벨벳 스카이의 보잉 737-300